# Ecstatica
Ecstatica est un jeu vidéo d’action-aventure médiéval et horrifique. Ce projet de quatre ans, à destination des plates-formes PC (DOS), a été conçu par Andrew Spencer et édité en 1994 par Psygnosis. Une suite, Ecstatica II, verra le jour en 1996.

## Synopsis
En 928, un voyageur solitaire fait une halte dans le village de Tirich, petit village isolé d’Europe du Nord. Ce village se révèle être la proie de créatures maléfiques. Alors que l’unique solution de repli s’écroule, sa seule solution est d’affronter ces monstres.

## Système de jeu
Le gameplay présente un jeu en 3D objective, où l'évolution du personnage principal est suivie par le changement automatique de caméras fixes. Le jeu se rapproche ainsi de Alone in the Dark dans sa présentation et sa manière d'allier action et aventure. Une particularité graphique du jeu est de présenter les personnages, ainsi que certains éléments du décor, par un assemblage d'ellipsoïdes. Ces éléments sont affichés sur les décors non précalculés et polygonaux.
Le joueur commence par choisir le sexe de son personnage. Ses déplacements sont ensuite libres, et il peut ramasser et utiliser des objets, y compris pour se battre ; ainsi qu'esquiver. L'interface est épurée, ni jauge de vie, ni inventaire ; le joueur ne peut transporter que deux objets à la fois : un dans chaque main. Le déplacement du personnage est enfin paramétrable par un système d'attitudes à la manière de Little Big Adventure, permettant de le mouvoir de manière normale, discrète, ou sportive.

## Accueil
Selon Génération 4, le jeu a été très bien reçu, ses graphismes, son gameplay, et ses animations en font « un produit en marge, novateur et ingénieux », en lui reprochant toutefois un manque de finition, principalement au niveau des collisions.
La violence (voire la vulgarité) du jeu est à l’époque soulignée, confirmant la cible du jeu à un public majeur. Cette violence est à relativiser car elle sert l’ambiance et est contrebalancée par les traits d’humours du jeu.
Le gameplay général est reçu de manière diverse. La liberté de mouvement est globalement appréciée ; certains reprochant toutefois que le jeu s’écarte du jeu d’aventure par trop d’action, et également des casses-têtes répétitifs.